# Hpnotiq
Hpnotiq är en fransk likör som började säljas på Systembolaget i Sverige den 1 april 2006. Trots att drycken sålts under en så kort tidsperiod i Sverige, är den välkänd eftersom den under en längre tid exponerats flitigt i bland annat ett flertal hip hop-låtar och tillhörande musikvideor, bland annat Fabulous "This is my Party", R Kellys "Snake", Lil' Kims "Lighters Up", Juveniles "Slow Motion" och Ushers "Bad Girl". Drycken kan med fördel blandas med flera andra drycker, såsom champagne.

## Rubriker
1. 1 2  ”Hpnotiq”. Vinguiden. http://www.vinguiden.com/?flaskID=12061&M=62#sysfind. Läst 6 december 2009.
2. 1 2  ”Hpnotiq” (på engelska). Drink Nation. http://www.drinknation.com/ingredient/Hpnotiq. Läst 6 december 2009.
3. ↑  Fabulous - This is my Party på Youtube, 1:26, 2:07, 2:38, 2:44, 3:02, 3:16 och 4:12 in i videon.
4. ↑  R Kelly - Snake på Youtube, 2:56, 3:35 in i videon.
5. ↑  Lil Kim - Lighters Up på Youtube, 1:15, 2:09, 2:34, 2:45, 2:50, 2:58, 3:04, 3:14 och 3:56 in i videon.